# Rechtsfolgeirrtum
Der Rechtsfolgeirrtum (gelegentlich im Plural als Rechtsfolgenirrtum bezeichnet) ist ein Sonderfall des Inhaltsirrtums, bei dem das Rechtsgeschäft nicht die gewollten, sondern vom Gewollten wesentlich abweichende Rechtsfolgen auslöst. Angesiedelt wird diese Irrtumsgruppe vom Schrifttum bei § 119 Abs. 2  BGB, der die grundsätzliche Unbeachtlichkeit des Motivirrtums abschwächt. Die Rechtsprechung sieht hingegen einen Anfechtungsgrund gem. § 119 Abs. 1 Alt. 1 BGB für gegeben an.
Die Dogmatik des Rechtsfolgeirrtums geht auf die Rechtsprechung des Reichsgerichts im Jahr 1916 zurück, welches festhielt, dass „auch ein Irrtum über den mit einer Willenserklärung zu erzielenden rechtlichen Erfolg ein Irrtum über den Inhalt der Willenserklärung sein kann“. Damit kehrte es sich davon ab, dass jeder Irrtum über die Rechtsfolgen einer rechtserheblichen Entscheidung unbeachtlich sei. Abzugrenzen ist diese Rechtsprechung jedoch zu den Fällen, in denen das Rechtsgeschäft nicht erkannte und nicht gewollte Nebenwirkungen besitzt. Der Bundesgerichtshof bestätigte diese Auffassung später, indem er darauf abstellt, dass das vorgenommene Rechtsgeschäft wesentlich andere als die beabsichtigten Wirkungen erzielt.
Insoweit versteht der BGH die Anfechtung einer durch Fristverstreichung angenommenen Erbschaft für zulässig und den Irrtum für beachtlich, wenn der Anfechtende sich darauf beruft, er habe geglaubt, sein Pflichtteilsrecht zu verlieren, wenn er die durch Vermächtnisse überlastete Erbschaft ausschlage. Hierzu betonte das Gericht, dass die „Erklärung der Erbschaftsannahme“ und der „Verlust des Pflichtteilsrechts“ aus § 2306 Absatz 1 BGB, gleichrangige Erklärungsfolgen seien. Die wesentliche Bedeutung der Willenserklärung besteht gerade in dem Streben nach einem rechtlichen Erfolg, der, sofern er Bestandteil des erklärten rechtsgeschäftlichen Tatbestandes ist, auch zum Inhalt der Erklärung gehört.
Wird die weitere Rechtsfolge in die Erklärung selbst aufgenommen, bestehen jedoch innere Widersprüche und lassen sich diese nicht durch Auslegung beheben, so ist die Erklärung wegen Perplexität unwirksam.